# Gortinski zakonik
Gortinski zakonik je zakonik antičnega polisa Gortin z juga Krete, ki so ga odkrili leta 1884. Ohranjenih in do zdaj odkritih 12 kamnitih plošč naj bi bilo vklesanih v 5 stoletju pr. n. št.
Ohranjene plošče naj bi bile del mnogo obširnejšega zakonika, za katerega arheologi domnevajo, da je bil vklesan v steno javne zgradbe na agori Gortina. Gre za edini dobro ohranjeni zapis grškega prava, ki ureja družbeno razlikovanje, posebnosti dedovanja, opredeljuje apetaire kot manj vredne svobodne državljane in predstavlja povezavo z vojaško ureditvijo polisa.